# Abárzuza
Abárzuza en espagnol ou Abartzuza en basque, est une ville et une municipalité de la communauté forale de Navarre, dans le Nord de l'Espagne.
Elle est située dans la zone mixte de la province. Le secrétaire de mairie est celui de Guesálaz, Lezáun, Salinas de Oro et Vallée d'Yerri.

## Toponymie
Le nom du village vient du basque et pourrait signifier lieu abondant en bois, de abar (branche) zur (bois) ou tzu (suffixe abondantiel) et tza (suffixe abondantiel ou locatif).

## Gentilé
Les habitants d'Abárzuza reçoivent le nom de Abartzuzar en basque et de « Dobleros ».

## Situation socio-linguistique
La langue majoritaire de la population est l'espagnol. En 2011, le pourcentage de bascophone était de 11,5 %. La municipalité est située dans la zone linguistique mixte depuis 1986, où certains services comme l'éducation et l'administration sont en espagnol et en basque. Quant à l'évolution de la langue basque dans cette zone, de 1991 à 2018, le poids relatif des bascophones dans la société navarraise n'a cessé d'augmenter, passant de 5,2 % à 12,4 % (de 9,5 % à 14,1 % pour l'ensemble de la Navarre).
Selon les cartes linguistiques historiques, dans la région d'Abartzuza, le basque était la langue d'usage depuis plusieurs siècles, mais entre la fin du XVIIIe siècle (1778) et du XIXe siècle (1863), elle fut progressivement remplacée par l'espagnol.

## Démographie
| Évolution démographique                                  | Évolution démographique | Évolution démographique | Évolution démographique | Évolution démographique | Évolution démographique | Évolution démographique | Évolution démographique | Évolution démographique | Évolution démographique | Évolution démographique |
| 1996                                                     | 1998                    | 1999                    | 2000                    | 2001                    | 2002                    | 2003                    | 2004                    | 2005                    | 2006                    | 2007                    |
| -------------------------------------------------------- | ----------------------- | ----------------------- | ----------------------- | ----------------------- | ----------------------- | ----------------------- | ----------------------- | ----------------------- | ----------------------- | ----------------------- |
| 508                                                      | 517                     | 514                     | 514                     | 516                     | 510                     | 522                     | 514                     | 534                     | 563                     | 579                     |
| Sources: Abárzuza et instituto de estadística de navarra |                         |                         |                         |                         |                         |                         |                         |                         |                         |                         |

## Fêtes
Du 13 au 19 août.

## Personnages célèbres
- José Miguel Echavarri, ancien cycliste et directeur sportif, né en 1947.
- Iñigo Pascual[6] (1976) : pelotari (joueur de pelote basque à mains nues).

### Sources
- (es) Cet article est partiellement ou en totalité issu de l’article de Wikipédia en espagnol intitulé « Abárzuza » (voir la liste des auteurs).